# Mary Ann Colclough
Mary Ann Colclough, née le 20 février 1836 à Londres et morte le 7 mars 1885, est une féministe et réformatrice sociale néo-zélandaise. Elle a contribué a divers journaux sous le pseudonyme de Polly Plum. 